# Rosa Liksom

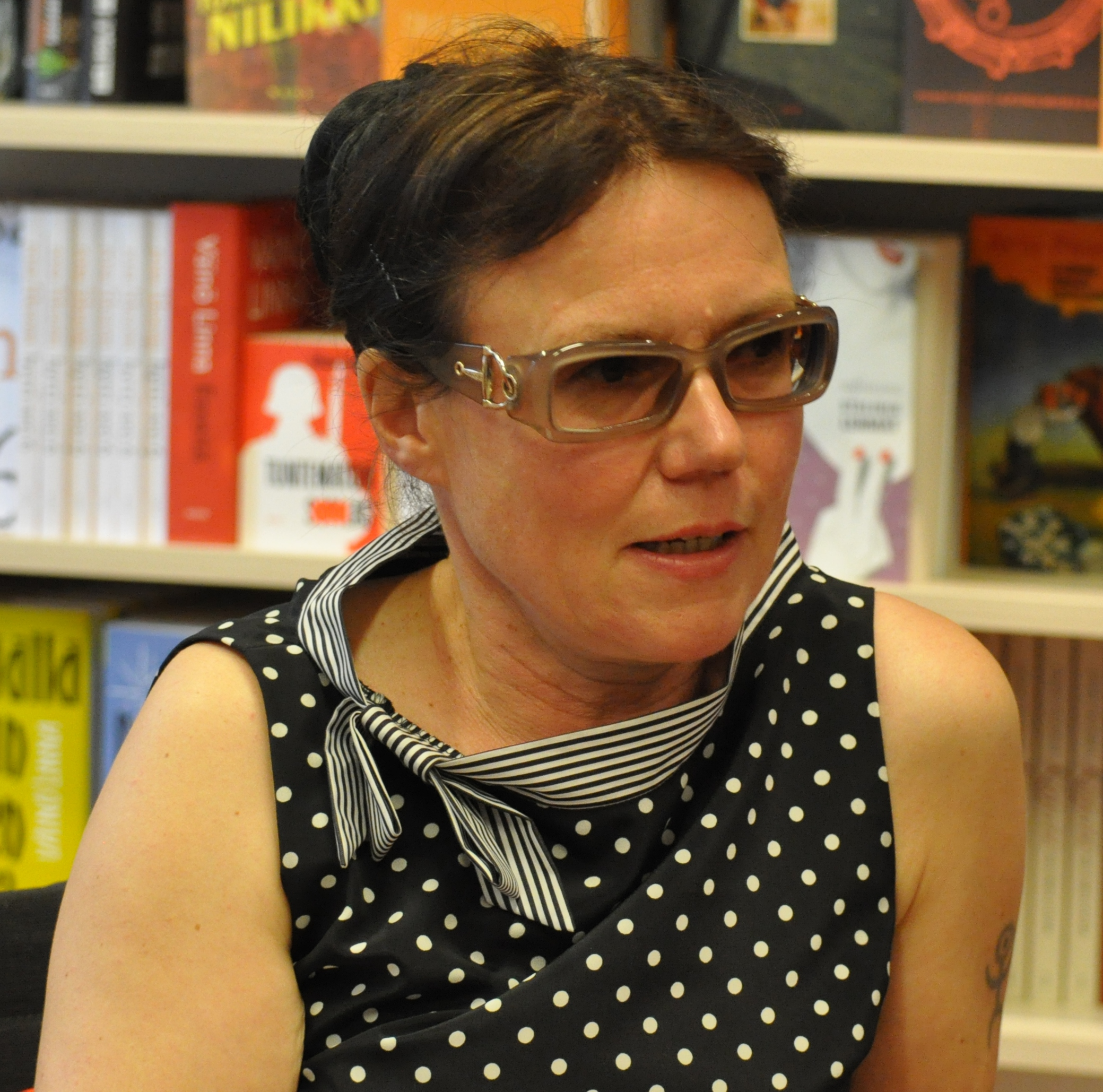
Rosa Liksom (2011)

Rosa Liksom (Pseudonym für Anni Ylävaara, * 7. Januar 1958 in Ylitornio) ist eine finnische Schriftstellerin, Malerin, Filmemacherin und Performancekünstlerin. 

## Leben und Werk
Rosa Liksom wuchs als jüngstes von sechs Kindern in einem kleinen Dorf im nordfinnischen Lappland auf. 1977 ging sie nach Helsinki und studierte dort und anschließend in Kopenhagen und Moskau Anthropologie und Sozialwissenschaften. In Finnland arbeitete sie zeitweise als Filetiererin in einer Fischfabrik, als Barfrau, Flohmarktverkäuferin und als Redakteurin beim Radio. Die Jahre 1982 bis 1986 verbrachte sie in Kopenhagen in der Freistadt Christiania, wo sie ihre ersten drei Bücher schrieb. Anschließend reiste sie nach Sibirien und in die Mongolei, später nach China und hielt sich dann längere Zeit in den USA auf.
Liksom arbeitet heute als Autorin und Künstlerin (Malerei, Performance und Comics). Ihre Bilder wurden in London, Amsterdam, Moskau und anderen ausländischen Städten ausgestellt; einige ihrer Werke befinden sich im Museum für zeitgenössische Kunst Kiasma in Helsinki. Sie verfasste Drehbücher, zum Beispiel Missä on suuri pohjoinen / Where is the big north (1991) und ein Theaterstück. Als Filmemacherin drehte sie Dokumentarfilme und Videos, unter anderen 1998 über ihr Burka-Projekt sowie die Finlandia-Trilogie (2008 bis 2010). 
In ihren Kurzgeschichten befasst sich Liksom mit Menschen am Rande der Gesellschaft. Ihre Texte sind unkonventionell, oft burlesk, und stellen bestürzend klar seelische Abgründe der menschlichen Existenz dar. Sie richtet

„ihr Interesse auf die Verlierer und Außenseiter der Gesellschaft, allerdings nicht im Sinne sozialkritischer Analysen. Häufig lässt sie ihre Figuren selbst zu Wort kommen und gibt damit Sprachformen Raum, die zuvor nicht als literaturfähig galten. Im Grunde betreibt sie eine Art literarischer Volkskunde, denn sie präsentiert sowohl Angehörige der urbanen Subkultur als auch Bewohner der entlegensten Provinz.“

Liksoms bekanntestes Werk ist ihr pikaresker Roman Kreisland (1996; deutsch 1999: Crazeland = Kreisland). „Er ist postmoderne Satire und barockes Welttheater.“ Impi Agafiina, die begabte Protagonistin aus ärmlichen Verhältnissen, ebenso wie die Autorin im entlegenen Lappland geboren, durchstreift mit der Unternehmungslust einer Pippi Langstrumpf die Welt, um schließlich wieder ins einfache Leben nach Lappland zurückzukehren. Auf ihrem abenteuerlichen Weg, mit Stationen unter anderen in Moskau und den USA, macht sie einige Häutungen durch und entlarvt den Unsinn großer Ideologien. Kreisland ist nicht ausschließlich im heutigen Standardfinnisch geschrieben: Teile des Romans sind im nordfinnischen Dialekt der Heimat der Autorin, andere in Altfinnisch und wieder andere in der Sprache der Oberschicht der ersten Jahrhunderthälfte verfasst.
Liksom erhielt zahlreiche Auszeichnungen, insbesondere für Kreisland. Mit dem Finlandia-Preis für Hytti nro 6 wurde sie 2011 mit einem der angesehensten finnischen Literaturpreise geehrt. 2020 wurde ihr der Nordische Preis der Schwedischen Akademie verliehen. Ihre Bücher wurden in mehr als ein Dutzend Sprachen übersetzt. Sie produziert sich nonkonformistisch als Gesamtkunstwerk und tritt zum Beispiel bei ihren Vernissagen mit ihrer dunklen Sonnenbrille jedes Mal performancemäßig in einem anderen unkonventionellen Outfit auf. Liksom hat eine Tochter und lebt in Helsinki.
Der finnische Regisseur Juho Kuosmanen verfilmte ihren Roman Hytti nro 6 mit Seidi Haarla und Juri Borissow in den Hauptrollen. Abteil Nr. 6 (internationaler Titel: Compartment No. 6) wurde im Jahr 2021 in den Wettbewerb um die Goldene Palme des 74. Filmfestivals von Cannes eingeladen.

## Schriften

### Finnische Originalausgaben
Romane
- 1996: Kreisland
- 2002: Reitari
- 2011: Hytti nro 6

Erzählungen, Reiseberichte
- 1985: Yhden yön pysäkki
- 1986: Unohdettu vartti
- 1987: Väliasema Gagarin
- 1988: Go Moskova go. Fotos: Jukka Uotila
- 1989: Tyhjän tien paratiisit
- 1993: BamaLama
- 2000: Perhe
- 2006: Maa

Kinder- und Jugendbücher
- 2000: Jepata Nastan lentomatka
- 2004: Tivoli Tähtisade

### Deutschsprachige Ausgaben
- Schwarze Paradiese. Stories. Aus dem Finnischen von Anu Pyykönen-Stohner und Friedbert Stohner. Rowohlt, Reinbek 1991, ISBN 3-499-13025-4.
- Verlorene Augenblicke. Stories. Aus dem Finnischen von Anu Pyykönen-Stohner und Friedbert Stohner. Rowohlt, Reinbek 1992. ISBN 3-499-13005-X.
- Crazeland = Kreisland. Aus dem Finnischen von Stefan Moster. Eichborn, Frankfurt (Main) 1999, ISBN 3-8218-0571-4.
- Abteil Nr. 6. Aus dem Finnischen von Stefan Moster. Deutsche Verlags-Anstalt, München 2013, ISBN 3-421-04583-6.